# Suzuki GN-serie
Suzuki GN is een serie motoren die ontwikkeld is door Suzuki in het begin van de jaren 1980.
Deze serie omvat:
- Suzuki GN 125
- Suzuki GN 250
- Suzuki GN 400

## Suzuki GN 125

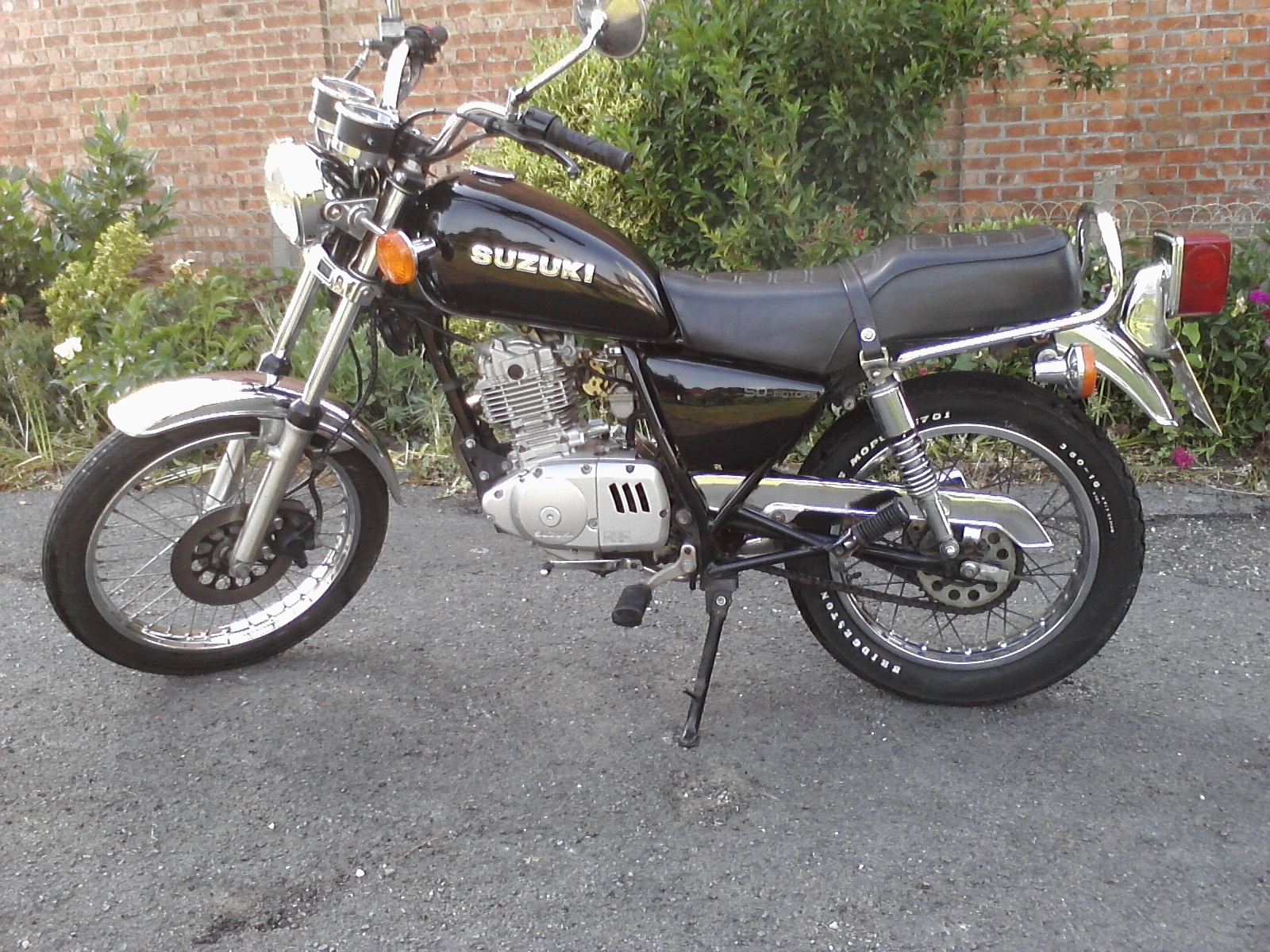
GN 125 1993

De GN 125 is geproduceerd van 1980 tot 2001. De motor is luchtgekoeld, heeft vijf versnellingen en haalt een snelheid van ca. 100km/h.

### Specificaties
Motor
- Type: viertakt, luchtgekoelde 1-cilinder, twee kleppen per cilinder.
- Cilinderinhoud: 124 cc
- Vermogen: 8,8KW
- Versnellingen: 5
- Transmissie: ketting

Remmen
- Vooraan: schijfrem
- Achteraan: trommelrem

Afmetingen/capaciteit
- Gewicht: 105 kg
- Zadelhoogte: 740mm
- Tankinhoud: 7 liter (+ 3 reserve)

## Suzuki GN 250

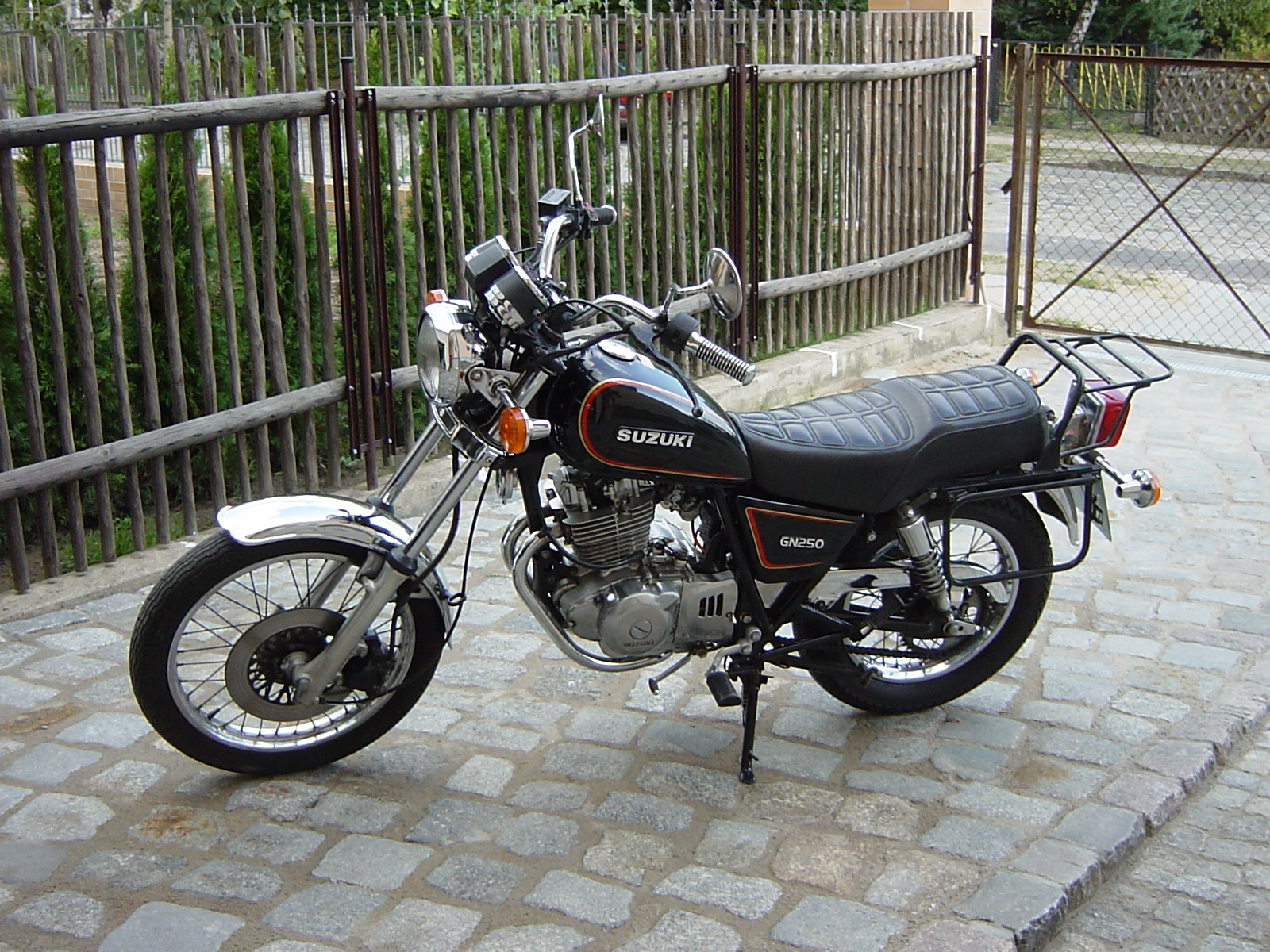
Suzuki GN 250

### Specificaties
Motor
- Type: viertakt, luchtgekoelde 1-cilinder, vier kleppen per cilinder.
- Cilinderinhoud: 249 cc
- Vermogen: 16,1KW
- Versnellingen: 5
- Transmissie: ketting

Remmen
- Vooraan: schijfrem
- Achteraan: trommelrem

Afmetingen/capaciteit
- Gewicht: 129 kg
- Zadelhoogte: 740mm
- Tankinhoud: 7 liter (+ 3 reserve)

## Suzuki GN 400

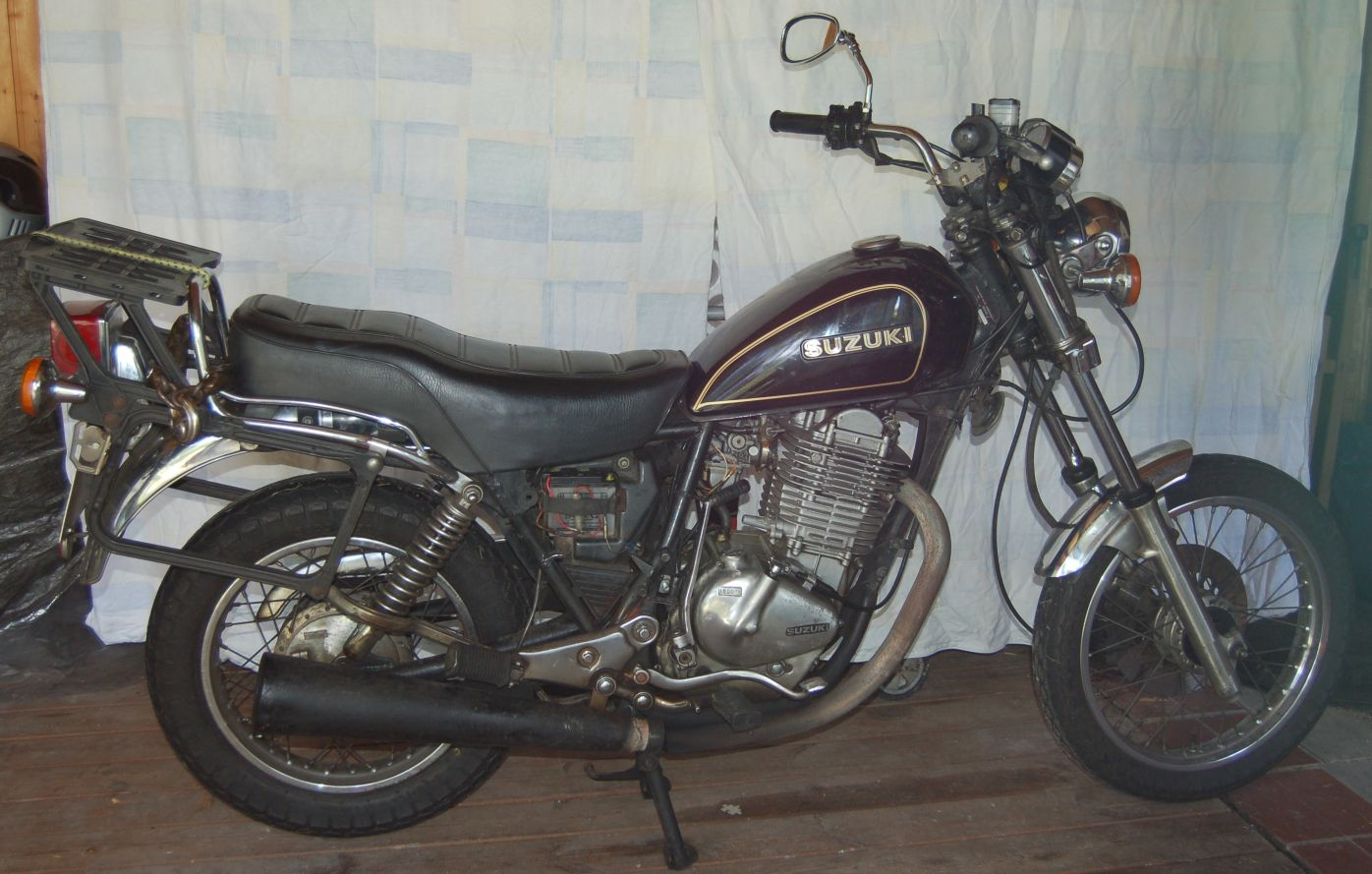
Suzuki GN 400

### Specificaties
Motor
- Type: viertakt, luchtgekoelde 1-cilinder, 2 kleppen per cilinder.
- Cilinderinhoud: 396 cc
- Vermogen: 19,7KW
- Versnellingen: 5
- Transmissieketting
- Topsnelheid: 130km/h

Remmen
- Vooraan: schijfrem
- Achteraan: trommelrem

Afmetingen/capaciteit
- Gewicht: 153 kg
- Zadelhoogte: 740mm
- Tankinhoud: 11,5 liter (+ 3 reserve)